# Auxesis gabonicus
Auxesis gabonicus là một loài bọ cánh cứng trong họ Cerambycidae.